# Ataduras
En el surf, las ataduras, también llamadas fijaciones, son los soportes que se colocan en la tabla, para tener la tabla fijada a los pies. Pueden regularse en el ángulo de inclinación, entre el eje longitudinal de la tabla y el eje longitudinal del pie, para conseguir una mejor distribución de pesos del surfista, para hacer las maniobras que necesite.
- Datos: Q5710252